# Proteinus atomarius
Proteinus atomarius är en skalbaggsart som beskrevs av Wilhelm Ferdinand Erichson 1840. Proteinus atomarius ingår i släktet Proteinus, och familjen kortvingar. Arten är reproducerande i Sverige.